# نور امن

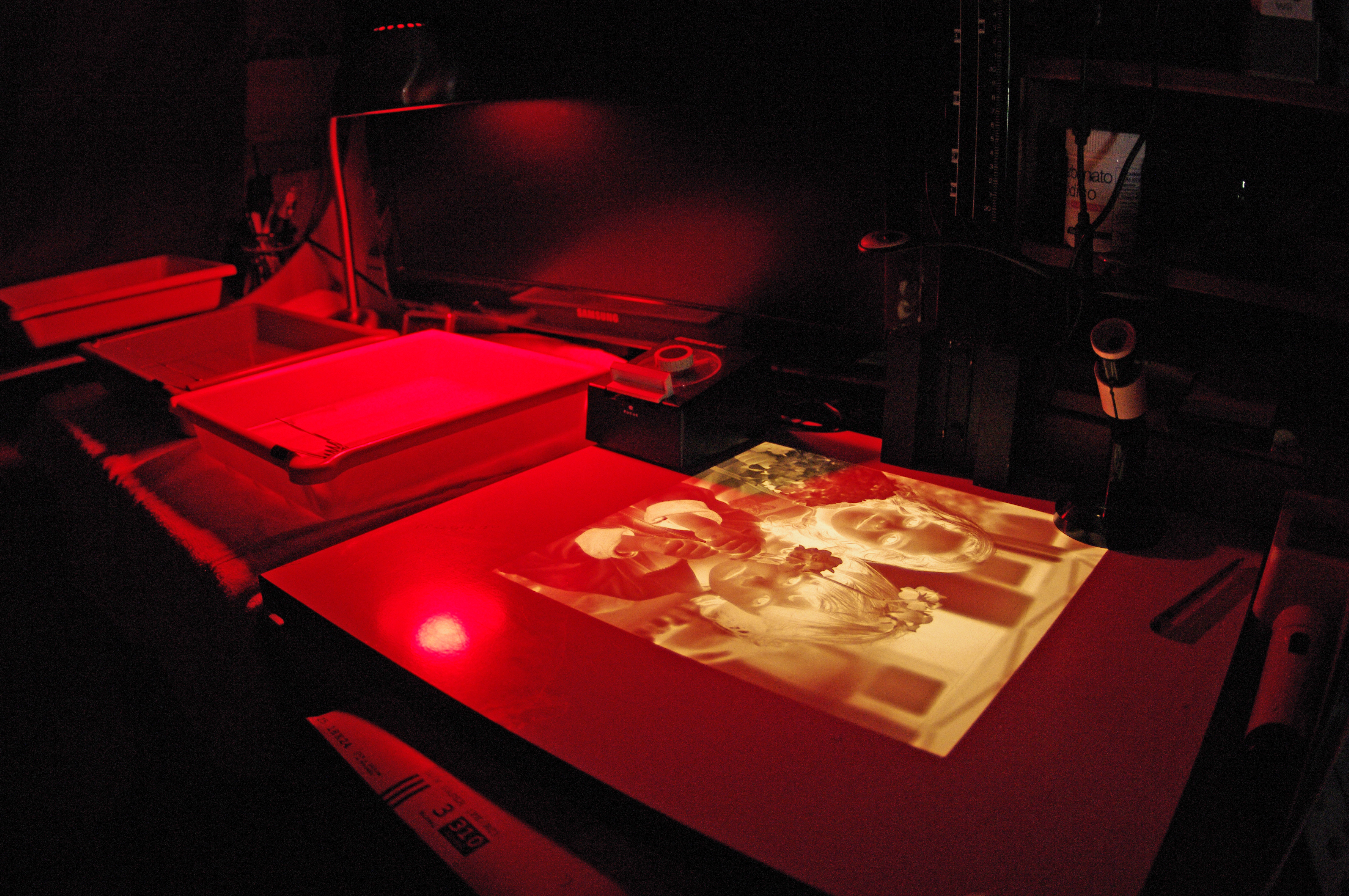
تاریکخانه و نور امن که نگاتیو و کاغذهای عکاسی در زیر آن نور قابل بازبینی است.

نورهای بی‌ضرر یا نورهای امن برای تاریکخانه، معمولاً برای تاریکخانه‌های بزرگ مورد استفاده قرار می‌گیرد. استفاده از این نورها در موارد چاپ پزتیو، مجاز است. این لامپ‌ها که لامپ بخار سدیم نامیده می‌شوند، حداقل ده برابر چراغ‌های عادی تاریکخانه روشنایی دارند. کارکردن با این چراغ‌ها راحت‌تر و باعث خستگی کمتر می‌شود.

## انواع
نوع دیگر این چراغ‌ها به لامپ‌های معمولی هم مجهز است که دارای نوری به رنگ کهربایی مایل به نارنجی است.

## لامپ سدیم
قدرت لامپ‌های سدیم بین ۷۵ الی ۹۵ وات است و از لامپ‌های سدیم باید به صورت افقی استفاده کرد.